# Sucina

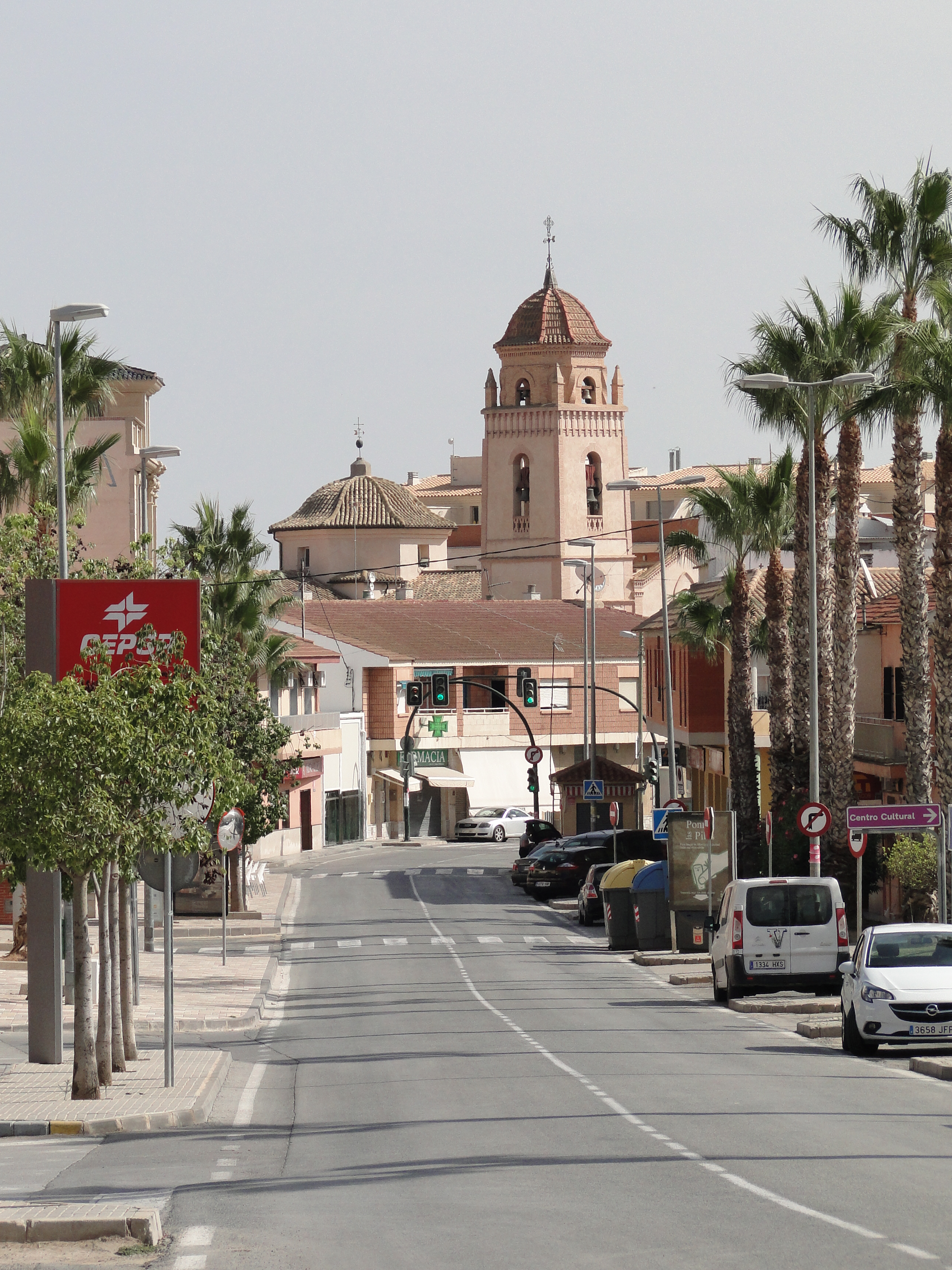
Avenida Constitución

Sucina is een dorp in de Spaanse regio Murcia, gelegen tussen de steden San Javier en Murcia. Het behoort tot de Costa Cálida in het zuidoosten van Spanje. Het telde in 2020 2206 inwoners.
De Plaza Artega is het dorpscentrum, waar ook de kerk ‘Nuestra Señora del Rosario' staat.
In het dorp bevinden zich een supermarkt, bankkantoor, apotheek, kapper, dierenarts en vele bars en restaurantjes, allen centraal gelegen.